# Anselmo Fernandez
Anselmo Fernandez Rodrigues (Lisszabon, 1918. augusztus 21. – 2000. január 19., Madrid) portugál építész és labdarúgóedző.

## Pályafutása

### Labdarúgás
Rodrigues tizenhat éves korábban kezdett el futballozni a portugál Sporting CP ifjúsági csapataiban; a felnőtt csapatban sohasem lépett pályára, azonban a klub kötelékében maradt. 1964 elején őt nevezték ki a portugál klub vezetőedzőjének, amely az irányítása alatt nagy meglepetésre kiejtette a Bobby Charltonnal, Denis Law-val és George Besttel felálló Manchester United csapatát a kupagyőztesek Európa-kupája negyeddöntőjében. 
Rodrigues a portugál klubot egészen a sorozat döntőéig vezette, ahol az MTK csapatával találkoztak; a brüsszeli döntő 3–3-as döntetlennel végződött, ezért a mérkőzést újrajátszották két nappal később Antwerpenben, hogy eldőljön ki a sorozat bajnoka. Az újrajátszott mérkőzésen João Morais találatával 1–0-ra nyert a Sporting csapata, így ők nyerték el a KEK-serleget. 1966 és 1967 között a szintén portugál élvonalbeli Barreiro vezetőedzőjeként dolgozott.

### Építészet
Rodrigues számos épületet tervezett szülővárosában, Lisszabonban; segédkezett az eredeti Estádio José Alvalade, a Hotel Ritz és a Hotel Flórida megtervezésénél is.

## Sikerei, díjai

### Edzőként
- Sporting CP
  - Kupagyőztesek Európa-kupája: 1963–1964